# Großromstedt
Großromstedt ist ein Ortsteil der Stadt und Landgemeinde Bad Sulza im Landkreis Weimarer Land in Thüringen.

## Lage
Großromstedt befindet sich mitten in einem Ackerbaugebiet auf der Ilm-Saale-Platte. Westlich liegt Kapellendorf und östlich Kleinromstedt. Die Kreisstraße 103 von Großromstedt kommend bindet in Kleinromstedt an die Landesstraße  1060 von Jena nach Apolda an. Im Mittel liegt die überlösste Gemarkung bei 310 Meter über NN.

## Geschichte
Bei Großromstedt liegt ein großes elbgermanisches Brandgräberfeld der späten vorrömischen Eisenzeit (2. Hälfte des 1. Jahrhunderts v. Chr.) und der frühen Römischen Kaiserzeit. Es wurde von 1907 bis 1913 ausgegraben und ist namengebend geworden für den Großromstedter Horizont, eine elbgermanische Kulturgruppe, die sich in den Jahrzehnten vor Christi Geburt auch nach Böhmen und Mainfranken ausbreitete.
In einer Urkunde des Klosters Fulda, die etwa auf das Jahr 860 (876) datiert, findet der Ort Romstat erstmals Erwähnung. Da hierbei nicht klar wird, ob Groß- oder Kleinromstedt gemeint ist, nehmen beide Orte die Urkunde als ihre Ersterwähnung an. Der Ort gehörte zu dem im 14. Jahrhundert gegründeten ernestinischen Amt Dornburg, das aufgrund mehrerer Teilungen zu verschiedenen Ernestinischen Herzogtümern gehörte. Ab 1815 war der Ort Teil des Großherzogtums Sachsen-Weimar-Eisenach, das ihn 1850 dem Verwaltungsbezirk Weimar II (Verwaltungsbezirk Apolda) angliederte.
Im landwirtschaftlich geprägten Ort wohnten 2009 273 Einwohner. Die Bauern hatten ab 1952 auch den Weg der Kollektivierung der Landwirtschaft zu gehen und betreiben heute gemeinsam eine große Stallanlage für Rinder.
Über die besonders wohl tönende große Glocke im Kirchturm der St.-Michaelis-Kirche ist die Sage überliefert, der Weimarer Herzog Ernst August habe die Großromstedter gezwungen, ihm diese Glocke für den Weimarer Schlossturm zu überlassen. Als sie jedoch mitten in der Nacht von selbst mit Läuten begann und dem Glöckner beim Läuten am Tage manchmal Unangenehmes zustieß, hat der Herzog sie nach Großromstedt zurückbringen lassen.

## Persönlichkeiten
- Karl Oßwald sen. (1861–1942), Landwirt und Hobby-Archäologe
- Karl Oßwald jun. (1889–1976), Landwirt und Kommunalpolitiker